# Medizinische Papyri Chester Beatty
Die medizinischen Papyri Chester Beatty sind eine Sammlung altägyptischer magischer Texte mit medizinischen Auszügen und gehören zu einer größeren Gruppe von neunzehn Papyri, die Alfred Chester Beatty 1930 dem British Museum in London schenkte. Sie umfassen die Papyri Chester Beatty V bis VIII sowie XV und XVIII.

## Herkunft
Die Papyri wurden 1928 in Deir el-Medina gefunden und nach ihrem Erstbesitzer Alfred Chester Beatty benannt, der sie dem British Museum schenkte. Sie waren Teil eines größeren Fundes, der nun zerstreut ist. Die Gesetzestexte befinden sich heute im Ashmolean Museum in Oxford, die Briefe im Institut français d’archéologie orientale und die größte literarische Handschrift in der Chester Beatty Library in Dublin.
Die Handschriften im British Museum beinhalten literarische Texte, Rituale, Beschwörungen und die medizinischen Texte.
Diese Papyri scheinen zu einem Familienarchiv gehört zu haben, das vom Schreiber Kenherchepeschef aus Deir el-Medina in der 19. Dynastie angelegt und von seiner Frau Naunachte an die Kinder ihrer zweiten Heirat weitergereicht wurden. Die Sammlung blieb über ein Jahrhundert in den Händen der Familie und wurde immer weiter vergrößert. Zuletzt wurde sie in einer Grabkapelle deponiert, wo sie bis zu ihrer Entdeckung 1928 verblieb.
Obwohl die Sammlung auch einen rein medizinischen Text enthält, scheint niemand in der Familie den Titel eines Arztes (sunu) getragen zu haben.

## Liste der Papyri
Die Texte bestehen zu weiten Teilen aus magischen Sprüchen, nur Papyrus Chester Beatty VI scheint rein medizinisch zu sein.
- Papyrus Chester Beatty V (BM 10685):

Medizinisch interessant ist der dritte Abschnitt, der magische Beschwörungen gegen Kopfschmerzen enthält, darunter auch gegen Migräne.
- Papyrus Chester Beatty BM 10686, auch Papyrus Chester Beatty VI:

Im Gegensatz zu den anderen Schriften handelt es sich hierbei um ein rein medizinisches „Fachbuch“, das sich mit dem After befasst und Rezepte für Einläufe enthält. Die Schrift wurde wahrscheinlich von speziellen Fachärzten benutzt, die im Alten Ägypten die Bezeichnung „Hirte des Afters“ trugen und sogar bei Herodot und anderen antiken Schriftstellern erwähnt werden.
- Papyrus Chester Beatty VII (BM 10687):

Dieser Papyrus beinhaltet viele Zaubersprüche auf Vorder- und Rückseite, von denen die ersteren sich mit Skorpionstichen beschäftigen.
- Papyrus Chester Beatty VIII (BM 10688):

Der Papyrus enthält Zaubersprüche gegen Dämonen im Bauch und möglicherweise auch ein kurzes Rezept, von dem allerdings nicht klar ist, welche Krankheit es heilen soll.
- Papyrus Chester Beatty XV (BM 10695):

Chester Beatty XV besteht aus nur einer Seite, ist jedoch am besten erhalten. Die Zeilen fünf bis neun beinhalten zwei Rezepte für die Behandlung von „Durst im Mund“.
- Papyrus Chester Beatty XVIII Rs.(BM 10698):

Die Rückseite enthält einige Rezepte zur Zubereitung medizinischer Drogen.